# لایه‌نشانی باریکه یونی
لایه‌نشانی باریکه یونی (آی‌بی‌دی) (به انگلیسی: Ion beam deposition) فرایند اعمال‌کردن مواد به یک هدف از طریق استفاده از باریکه یونی است.

راه اندازی لایه‌نشانی باریکه یونی با جداکننده جِرم

دستگاه لایه‌نشانی باریکه یونی معمولاً از یک منبع یونی، اپتیک یونی و هدف لایه‌نشانی تشکیل شده است. به صورت اختیاری می‌توان یک تحلیلگر جِرم گنجانده شود.
در منبع یونی، موادی به شکل گاز، جامد تبخیر شده یا محلول (مایع) یونیده می‌شوند. برای آی‌بی‌دی اتمی، یونش الکترون، یونش میدان (منبع یون پنینگ) یا منابع قوس کاتدی استفاده می‌شود. منابع قوس کاتدی به ویژه برای لایه‌نشانی یون کربن استفاده می‌شود. لایه‌نشانی باریکه یون مولکولی از یونش الکتروافشانه یا منابع ام‌ای‌ال‌دی‌آی استفاده می‌کند.
سپس یون‌ها با استفاده از ولتاژهای بالا یا میدان‌های مغناطیسی شتاب، متمرکز یا منحرف می‌شوند. کاهش سرعت اختیاری در زیرلایه می‌تواند برای تعیین انرژی لایه‌نشانی استفاده شود. این انرژی معمولاً از چند eV تا چند کیلوالکترون‌ولت متغیر است. در انرژی کم، باریکه‌های یون مولکولی دست نخورده لایه‌نشانی می‌کنند (فرود نرم یون)، در حالی که در انرژی لایه‌نشانی بالا، قطعه یون‌های مولکولی و یون‌های اتمی می‌توانند بیشتر به داخل ماده نفوذ کنند، فرآیندی که به عنوان کاشت یون شناخته می‌شود.
اپتیک‌های یونی (مانند چهارقطبی فرکانس رادیویی) می‌توانند گزینشی جِرم باشند. در آی‌بی‌دی از آنها برای انتخاب یک یا طیف وسیعی از گونه‌های یونی برای لایه‌نشانی به منظور جلوگیری از آلودگی استفاده می‌شود. به ویژه برای مواد آلی، این فرایند اغلب توسط یک طیف‌سنج جرمی نظارت می‌شود.
جریان باریکه یونی، که اندازه‌گیری کمّی برای مقدار لایه‌نشانی‌شده مواد است، می‌تواند در طول فرایند لایه‌نشانی نظارت شود. برای تعریف استوکیومتری می‌توان از تغییر محدوده جرم انتخاب شده استفاده کرد.
معایب اصلی کندوپاش باریکه یونی، ناحیه هدف کوچک، نرخ لایه‌نشانی کم و دشواری در لایه‌نشانی لایه‌های بزرگ با ضخامت یکنواخت است. علاوه بر این، تجهیزات پیچیده هستند و هزینه‌های عملیاتی بالایی دارند. این محدودیت‌ها باعث می‌شود که کندوپاش باریکه یونی برای کاربردهای در مقیاس بزرگ کمتر کارآمد باشد.